# Helmon Solomon
Helmon Solomon, tidigare Berhane, född 2 juni 1994 i Mikaels församling i Örebro län, är en svensk skådespelare.

## Biografi
Helmon Solomon är utbildad vid Teaterhögskolan i Malmö 2015–2018.
Under hösten 2019 spelade hon huvudrollen i Madame Bovary samt medverkade i egna monologen Vi går aldrig sönder på Folkteatern i Göteborg. För dessa insatser nominerades hon till Nöjesguidens Göteborgspris.
Solomon har även medverkat i flera TV-serie- och filmproduktioner. Bland annat har hon medverkat i tre Beck-filmer, Stammisar, Kärlek & anarki och Två systrar. I mars 2023 meddelades att hon kommer att medverka i Trolltider – legenden om bergatrollet som är 2023 års julkalender på SVT där hon spelar fen Dorabella.
Helmon Solomon spelar Miranda i Sveriges Radio Dramas nytolkning av Shakespeares Stormen, skriven av Nanna Olasdotter Hallberg. Stormen hade premiär i januari 2025.

## Filmografi (i urval)
- 2021 – Beck – Ett nytt liv
- 2021 – Två systrar (TV-serie)
- 2022 – Beck – Den gråtande polisen
- 2022 – Beck – Dödsfällan
- 2022 – Stammisar
- 2022 – Kärlek & anarki (TV-serie)
- 2023 – Trolltider – legenden om Bergatrollet (TV-serie)

## Teater

### Roller (ej komplett)
| År   | Roll                              | Produktion                              | Regi                  | Teater   |
| ---- | --------------------------------- | --------------------------------------- | --------------------- | -------- |
| 2021 | Alkestis 2 Kören                  | Alkestis (Ἄλκηστις, Alkēstis) Euripides | Elli Papakonstantinou | Dramaten |
| 2025 | Carole (grävling) Clarisse (höna) | Jefferson Jean-Claude Mourlevat         | Olle Törnqvist        | Dramaten |